# Robert Brubaker
Robert Brubaker (Mannheim, Pennsilvània) és un tenor estatunidenc.

## Biografia
Convidat habitual dels principals teatres d'òpera, ha debutat en recents temporades al Metropolitan Opera House de Nova York (Doktor Faust), Royal Opera House Covent Garden de Londres (Ariadne auf Naxos), Staatsoper d'Hamburg (La dama de piques), Teatre alla Scala de Milà (Eine florentinische Tragödie i Khovànsxina), Festival de Glyndebourne (Jenůfa), Festival de Salzburg (Der König Kandaules i Die Gezeichneten) i La Bastille de París (Guerra i pau, Boris Godunov, Khovànsxina i Der Zwerg).
Va debutar al Gran Teatre del Liceu la temporada 2006-2007 amb L'holandès errant.
Va créixer en una granja de Pensilvània rural, va escoltar la seva primera òpera, (una emissió de ràdio de l'Òpera Metropolitana d'Aida) mentre treballava a l'estable de vaques. És un llarg viatge des d'allà fins a trepitjar l'escenari de l'Òpera Metropolitana, que ha fet moltes vegades des del seu debut com a Zorn a Die Meistersinger von Nürnberg el 1992, sobretot com a Mime en el cicle The Ring, (sobre el qual el New York Times va dir: "El tenor Robert Brubaker va triomfar com a mim"), el president Mao a Nixon a la Xina, Mefistofeles a Doktor Faust, Golitsin a Khovànsxina i Gregor a The Makropoulos Case. El seu "viatge" l'ha portat a més de 50 teatres diferents d'arreu del món, on ha cantat més de 120 papers del repertori d'òpera.
El seu primer compromís a Europa va ser de Gian Carlo Menotti, que va portar una producció de Der Zwerg de Zemlinsky del Festival de Spoleto, EUA, a l'Òpera de Roma. Fins i tot el públic romà de vegades ambivalent es va emocionar per la seva representació del nan, una indicació de la intensitat dramàtica que aportaria a cada paper que habitava. El 1995, el Brubaker va ser convidat a cantar el paper de Jimmy Mahoney a Aufstieg und Fall der Stadt Mahagonny a l'Òpera Nacional Anglesa. Immediatament se li va demanar que cantés Don Jose a la nova producció de Carmen de Jonathan Miller. Durant els anys següents va aparèixer a ENO en noves produccions i revivals, com Z mrtvého domu de Leoš Janáček, Ledi Màkbet Mtsènskogo Uiezda (Lady Macbeth de Mtsensk) de Dmitri Xostakóvitx, Rusalka i el paper principal a Peter Grimes (es va convertir en el primer nord-americà a cantar el paper a Anglaterra). Va ser presentat a París l'any 2000, en el paper de Pierre Bezukhov a la producció de Francesca Zambello de Guerra i pau a l'Òpera Nacional de París, seguit d'una repetició de Der Zwerg, Golitsin a Khovànsxina (Opera News ho va resumir quan escrivia sobre el seu Golitsin: "Brubaker va tornar a demostrar que, per pura resistència a la música d'alt nivell, té pocs rivals") i Dmitri a Borís Godunov.

Continuant la seva carrera a Europa, el Sr. Brubaker va aparèixer al Festival de Salzburg, cantant el paper principal a Der König Kandaules, i Alviano a Die Gezeichneten
| « | "Robert Brubaker és un gira de força com Alviano utilitzant la seva veu de tenor lleugera per transmetre el l'angoixa que sent. | » |

 – Michael Sinclair, crític de l'Òpera); Bacchus a Ariadne auf Naxos a la Royal Opera Covent Garden; Laca a Jenufa al Festival de Glynebourne.

Ha cantat a la majoria dels grans teatres d'Itàlia i Espanya: Herodes a Salome a La Scala, Bolonya, Trieste i Barcelona 
| « | "Absolutament sensacional és l'Herodes de Robert Brubaker... Per fi un Herodes cantat amb veu heroica." | » |

– A Fernam Land, 20 de juny de 2009). Hermann a La dama de piques a Nàpols; Capità Vere a Billy Budd a Gènova; Golitsin a Khovànsxina a Florència i Barcelona; Sigmund a Die Walküre de Madrid; i a Sevilla, Mefistofeles a Doktor Faust i Loge a Das Rheingold.
Entre els papers que ha creat, destaquen el paper protagonista a The Dream of Valentino de Dominic Argento amb l'Òpera de Washington, i Don Ygnacio a Of Love and Other Demons de Péter Eötvös al festival de Glyndebourne. També ha tingut l'oportunitat de cantar Peter Grimes a Aldeburgh, on Benjamin Britten va escriure l'òpera, i Boris a Katia Kabanová al Festival Janáček de Byrno.

## Discografia
En DVD
- Chairman Mao in Metropolitan Opera HD Live Production of Nixon In China, conducted by the composer, John Adams available on Nonesuch
- Golitzin in Khovanshchina at the Gran Teatre del Liceu in Barcelona available on Opus Arte
- Alviano Salvago in Franz Schreker’s Die Gezeichneten from the Salzburg Festival, directed by Nikolaus Lehnhoff and conducted by Kent Nagano available on Euro Arts.
- Count Pierre Bezukhov in War and Peace with the Opéra National de Paris, directed by Francesca Zambello available on TDK
- Rinuccio in Gianni Schicchi on VHS; Produced by the MET Opera Guild, (no longer commercially available)

En CD
- Franz Schreker, Die Gezeichneten– Alviano, 2010 Live recording at the Los Angeles Opera, James Conlon – conductor, Bridge Records (Soon to be released)
- Zemlinsky, Der König Kandaules –Title Role, 2004 Salzburg Festival – Berlin Philharmonic Orchestra, Kent Nagano – conductor
- Leoš Janáček – Katya Kabanova –Boris Grigoryevich – 2006 Orchestra of Welsh National Opera, Carlo Rizzi – conductor, Chandos Records
- Leoš Janáček – The MakropulosCase – Albert Gregor,English National Opera Orchestra – London Coliseum, Sir Charles Mackerras- conductor,Chandos Records
- Herman Berlinski, Avodat Shabbat (Friday Evening Service)– Cantor, 2000 Berlin Radio Symphony Orchestra,Gerard Schwartz – conductor, Naxos (Milken Archive of American Jewish Music)
- Thomas Beveridge, Yiskor Requiem – Cantor, 2000 Academy of St. Martin in the Fields, Sir Neville Mariner – conductor, Naxos (Milken Archive of American Jewish Music)
- Leonard Bernstein, Candide – The Man, The Lion, New York City Opera Orchestra, John Mauceri – conductor
- Soong Fu Yuan, The Bronx Arts Ensemble – 1996 The Little Fox; Robert Sherman, Narrator; Arias and Duets from Return to Paradise, Soong Fu Yuan – conductor